# Georg Johansson
Georg Johansson (23 de abril de 1910 - 1996) foi um futebolista sueco. Ele competiu na Copa do Mundo FIFA de 1934, sediada na Itália.